# Romanowa Bałka
Romanowa Bałka (ukr. Романова Балка) – wieś na Ukrainie, w obwodzie mikołajowskim, w rejonie perwomajskin, w hromadzie Myhija. W 2001 liczyła 753 mieszkańców, spośród których 714 wskazało jako ojczysty język ukraiński, 31 rosyjski, 6 mołdawski, 1 ormiański, a 1 inny.